# Болиейру, Жозе Мануэл
Жозе Мануэл Болиейру (порт. José Manuel Bolieiro; род. 23 июня 1965, Носса-Сеньора-душ-Ремедиуш, Повоасан (район)) — португальский государственный и политический деятель. Член Социал-демократической партии, занимающий должность президента регионального правительства Азорских островов после подведения итогов выборов 2020 года. Также является членом Государственного совета Португалии.

## Биография
Окончил юридический факультет Коимбрского университета. С 1998 по 2009 год был членом Законодательного собрания Азорских островов, где был лидером Социал-демократической партии. Являлся председателем муниципального собрания в Повоасане с 2002 по 2009 год, а затем заместителем мэра Понта-Делгада до 2012 года, когда занял пост мэра. Ушел в отставку, чтобы сосредоточиться на руководстве своей партией на региональных выборах 2020 года.
В июле 2019 года лидер Социал-демократической партии на Азорских островах, Александр Гауденсиу, стал фигурантом расследования из-за подозрений в нарушении закона о государственных контрактах, когда был мэром Рибейра-Гранде. Он ушёл в отставку в октябре, а Жозе Болиейру сменил его в ноябре, набрав 98,5 % голосов.
На региональных выборах 2020 года Социал-демократическая партия заняла второе место после Социалистической партии действующего президента Вашку Кордейру, но получила большинство после формирования правительства с Социально-демократическим центром — Народной партией и Народной монархической партией при поддержке Chega и Либеральной инициативы.
В марте 2023 года Нуну Барата, единственный депутат Либеральной инициативы в Законодательном собрании Азорских островов, отозвал свою поддержку правительству, как и Карлуш Фуртаду, независимый бывший депутат Chega. Эти депутаты утверждали, что правительство нарушило свои обязательства. В ноябре бюджет на 2024 год не был принят, поскольку Либеральная инициатива проголосовала против, а Chega воздержалась. После встречи с президентом Португалии Марселу Ребелу де Соузой Жозе Болиейру объявил о назначении внеочередных выборах в феврале 2024 года.
На региональных выборах 2024 года, которые прошли за месяц до национальных выборов, коалиция партий сохранила свои 26 мест. При воздержавшихся пяти членах Chega, одном от Либеральной инициативы и одном от партии «Люди — животные — природа», был сохранён вотум доверия его правительству.